# ميغيل أنخيل سانشيز (دراج)
ميغيل أنخيل سانشيز (بالإسبانية: Miguel Ángel Sánchez)‏ هو دراج كوستاريكي، ولد في 7 يناير 1943 في سان خوسيه في كوستاريكا.

## وصلات خارجية
- ميغيل أنخيل سانشيز على موقع أوليمبيديا (الإنجليزية)